# Petr Buchta (fotbalista)
Petr Buchta (* 15. července 1992 Brno) je český profesionální fotbalista, který hraje na pozici středního obránce za český klub MFK Karviná. Je bývalým českým mládežnickým reprezentantem.

## Klubové statistiky
Aktuální k 26. května 2012
| Sezona | Klub                | Země  | Soutěž  | Zápasy | Góly |
| ------ | ------------------- | ----- | ------- | ------ | ---- |
| 10/11  | FC Zbrojovka Brno B | Česko | MSFL    | 9      | 0    |
| 11/12  | FC Zbrojovka Brno B | Česko | MSFL    | 9      | 0    |
|        | FC Zbrojovka Brno   | Česko | 2. liga | 16     | 0    |
|        | celkem              |       |         | 34     | 0    |